# René Monclaire
René Monclaire  (también llamada Renée Monclaire) (Buenos Aires, Argentina; ?- Ibídem; 1969) fue una periodista y actriz argentina.

## Carrera
En televisión incursionó  en programas como Reunión de mujeres junto con Pinky, Lidia Durán y Amalia Sánchez Ariño. En 1955 integró el programa La Troupe de la TV. En 1956 actuó en un teleteatro donde se contaba la vida de Mistinguett, con un libro de Héctor García Villar. En 1964 trabajó en el ciclo Mujeres de hoy, con Nelly Raymond, Norma Dumas, Germinal Nogués y otros.
En teatro actuó en las obras La isla de los peces azules (1961), y El novio (1962), de Sandy Wilson, con Luis Aguilé, Fernando Borel, Luis Brandoni, Augusto Codecá, Laura Escalada, Mariquita Gallegos, José María Langlais, Mabel Manzotti, Iris Marga y Leda Zanda.

## Televisión
- 1964: Mujeres de hoy.
- 1960: Reunión de mujeres.
- 1956: La vida de Mistinguett
- 1955: La Troupe de la TV

## Teatro
- 1962: El novio.
- 1961: La isla de los peces azules.
- 1958: Desnudo con violín, de Noel Coward.[3]